# Basilea
Basilea (en alemán: Basel ['ba:zəl], en francés: Bâle [ba:l], en italiano: Basilea [baziˈlɛːa]) es una ciudad suiza, la tercera más poblada del país (180 434 habitantes en el cantón de Basilea-Ciudad según datos de 2022; 547 000 habitantes en la aglomeración, perteneciente al cantón de Basilea-Campiña), lo que la hace la tercera área urbana más grande de Suiza, tras las de Zúrich y Ginebra. En Basilea tienen sede el Banco de Pagos Internacionales y la Federación Internacional de Balonmano.
La ciudad de Basilea tiene la segunda economía más grande de Suiza después de la ciudad de Zúrich y el PIB per cápita más alto del país, por delante de los cantones de Zug y Ginebra. Basilea es uno de los centros mundiales de la industria farmacéutica, en términos de valor, ya que más del 94% de las exportaciones de bienes de Basilea se realizan en los sectores químico y farmacéutico. Basilea efectúa el 20% de las exportaciones suizas y genera un tercio del producto nacional bruto.
Basilea es considerada comúnmente como la capital cultural de Suiza. La ciudad es conocida por sus numerosos museos de renombre internacional, desde el Museo de Arte de Basilea, la primera colección de arte accesible al público en Europa (1661) y el museo de arte más grande de toda Suiza, hasta la Fundación Beyeler (ubicada en Riehen). La feria anual de Art Basel, la más importante del mundo, también se celebra en la ciudad.
La Universidad de Basilea, la universidad más antigua de Suiza (fundada en 1460), y el compromiso de siglos con el humanismo de la ciudad han hecho de Basilea un lugar seguro en momentos de inestabilidad política en otras partes de Europa para personas tan notables como Erasmo de Róterdam, la familia Holbein, Friedrich Nietzsche y en el siglo XX también Hermann Hesse y Karl Jaspers.
Por su parte, Basilea se adhirió a la Confederación Suiza en 1501. La ciudad se convirtió en un centro comercial y en un importante centro cultural desde el Renacimiento. En Basilea se inauguró en 1897 el primer Congreso Mundial de Historia Sionista bajo la dirección del intelectual y político judío húngaro Theodor Herzl. Este Congreso es el punto de partida de la fundación del Estado moderno de Israel.
En 2019, Basilea fue clasificada entre las diez ciudades más habitables del mundo por Mercer, junto con Zúrich y Ginebra.

## Introducción
La ciudad de Basilea se encuentra en el norte de Suiza y es ampliamente considerada como la capital del noroeste de Suiza. Está en la frontera con Francia y con Alemania. La ciudad se extiende a ambas orillas del Rin, que forma una curva allí porque deja el País Medio por el foso del Rin, una llanura que se extiende hacia el norte entre los Vosgos y la Selva Negra.
Basilea posee el último puerto para la navegación fluvial por el Rin, pues en el curso superior del río están situadas las cataratas del Rin que constituyen un gran obstáculo para la navegación.

## Geografía
Localizada al noroeste de Suiza a orillas del río Rin, la ciudad limita tanto con Alemania como con Francia. La región de Basilea, que culturalmente se extiende a la alemana Baden y francesa Alsacia, refleja la herencia de tres países en el nombre latino moderno: «Regio TriRhena». 
La comuna limita al norte con los municipios de Huningue (FR-68) y Weil am Rhein (DE-BW), al este con Riehen, Birsfelden (BL) y Muttenz (BL), al sur con Münchenstein (BL), Reinach (BL), Bottmingen (BL) y Binningen (BL), y al oeste con Allschwil (BL) y Saint-Louis (FR-68).

## Clima
La ciudad de Basilea tiene un clima oceánico (clasificación climática de Köppen: Cfb). Con una media anual de 10.9 °C, es una de las ciudades más cálidas de Suiza. Las precipitaciones son estables durante todo el año, aunque se intensifican más en primavera y en verano. El invierno es generalmente frío, con máximas entre 5 y 7 °C y mínimas entre -1 °C y 0 °C en enero, el mes más frío. Las nevadas son frecuentes, así como las heladas moderadas, con temperaturas inferiores a -10 °C de diciembre a marzo. El verano es moderadamente cálido, con julio como mes más cálido, con máximas entre 24 y 26 °C y mínimas entre 13 y 15 °C. Se encuentra en uno de los puntos más bajos de Suiza, lo que da lugar a un clima más suave durante los inviernos que en otras ciudades suizas, como Ginebra, Zúrich o Berna.
| Parámetros climáticos promedio de Basel (Binningen), normales 1991–2020, extremos 1901–presente | Parámetros climáticos promedio de Basel (Binningen), normales 1991–2020, extremos 1901–presente | Parámetros climáticos promedio de Basel (Binningen), normales 1991–2020, extremos 1901–presente | Parámetros climáticos promedio de Basel (Binningen), normales 1991–2020, extremos 1901–presente | Parámetros climáticos promedio de Basel (Binningen), normales 1991–2020, extremos 1901–presente | Parámetros climáticos promedio de Basel (Binningen), normales 1991–2020, extremos 1901–presente | Parámetros climáticos promedio de Basel (Binningen), normales 1991–2020, extremos 1901–presente | Parámetros climáticos promedio de Basel (Binningen), normales 1991–2020, extremos 1901–presente | Parámetros climáticos promedio de Basel (Binningen), normales 1991–2020, extremos 1901–presente | Parámetros climáticos promedio de Basel (Binningen), normales 1991–2020, extremos 1901–presente | Parámetros climáticos promedio de Basel (Binningen), normales 1991–2020, extremos 1901–presente | Parámetros climáticos promedio de Basel (Binningen), normales 1991–2020, extremos 1901–presente | Parámetros climáticos promedio de Basel (Binningen), normales 1991–2020, extremos 1901–presente | Parámetros climáticos promedio de Basel (Binningen), normales 1991–2020, extremos 1901–presente |
| Mes                                                                                             | Ene.                                                                                            | Feb.                                                                                            | Mar.                                                                                            | Abr.                                                                                            | May.                                                                                            | Jun.                                                                                            | Jul.                                                                                            | Ago.                                                                                            | Sep.                                                                                            | Oct.                                                                                            | Nov.                                                                                            | Dic.                                                                                            | Anual                                                                                           |
| ----------------------------------------------------------------------------------------------- | ----------------------------------------------------------------------------------------------- | ----------------------------------------------------------------------------------------------- | ----------------------------------------------------------------------------------------------- | ----------------------------------------------------------------------------------------------- | ----------------------------------------------------------------------------------------------- | ----------------------------------------------------------------------------------------------- | ----------------------------------------------------------------------------------------------- | ----------------------------------------------------------------------------------------------- | ----------------------------------------------------------------------------------------------- | ----------------------------------------------------------------------------------------------- | ----------------------------------------------------------------------------------------------- | ----------------------------------------------------------------------------------------------- | ----------------------------------------------------------------------------------------------- |
| Temp. máx. abs. (°C)                                                                            | 19.0                                                                                            | 22.0                                                                                            | 25.2                                                                                            | 30.5                                                                                            | 33.5                                                                                            | 38.4                                                                                            | 39.0                                                                                            | 38.7                                                                                            | 35.0                                                                                            | 29.6                                                                                            | 21.9                                                                                            | 20.6                                                                                            | 39                                                                                              |
| Temp. máx. media (°C)                                                                           | 5.1                                                                                             | 7.1                                                                                             | 11.8                                                                                            | 16.2                                                                                            | 20.0                                                                                            | 23.7                                                                                            | 25.8                                                                                            | 25.3                                                                                            | 20.7                                                                                            | 15.4                                                                                            | 9.2                                                                                             | 5.7                                                                                             | 15.5                                                                                            |
| Temp. media (°C)                                                                                | 2.2                                                                                             | 3.2                                                                                             | 7.0                                                                                             | 10.7                                                                                            | 14.6                                                                                            | 18.2                                                                                            | 20.2                                                                                            | 19.7                                                                                            | 15.4                                                                                            | 11.1                                                                                            | 6.0                                                                                             | 2.9                                                                                             | 10.9                                                                                            |
| Temp. mín. media (°C)                                                                           | -0.5                                                                                            | -0.1                                                                                            | 2.6                                                                                             | 5.5                                                                                             | 9.5                                                                                             | 13.1                                                                                            | 14.9                                                                                            | 14.8                                                                                            | 11.0                                                                                            | 7.6                                                                                             | 3.2                                                                                             | 0.4                                                                                             | 6.8                                                                                             |
| Temp. mín. abs. (°C)                                                                            | -24.2                                                                                           | -23.8                                                                                           | -14.8                                                                                           | -6.3                                                                                            | -2.7                                                                                            | 1.1                                                                                             | 5.1                                                                                             | 3.6                                                                                             | -1.3                                                                                            | -5.5                                                                                            | -11.0                                                                                           | -20.9                                                                                           | -24.2                                                                                           |
| Precipitación total (mm)                                                                        | 48                                                                                              | 45                                                                                              | 50                                                                                              | 64                                                                                              | 98                                                                                              | 87                                                                                              | 89                                                                                              | 88                                                                                              | 70                                                                                              | 74                                                                                              | 65                                                                                              | 65                                                                                              | 842                                                                                             |
| Nevadas (cm)                                                                                    | 7                                                                                               | 7                                                                                               | 4                                                                                               | 1                                                                                               | 0                                                                                               | 0                                                                                               | 0                                                                                               | 0                                                                                               | 0                                                                                               | 0                                                                                               | 2                                                                                               | 8                                                                                               | 29                                                                                              |
| Días de precipitaciones (≥ 1.0 mm)                                                              | 9.1                                                                                             | 8.4                                                                                             | 8.9                                                                                             | 9.3                                                                                             | 11.7                                                                                            | 10.6                                                                                            | 10.1                                                                                            | 10.2                                                                                            | 8.5                                                                                             | 10.4                                                                                            | 10.0                                                                                            | 11.0                                                                                            | 118.2                                                                                           |
| Días de nevadas (≥ 1.0 cm)                                                                      | 2.8                                                                                             | 2.1                                                                                             | 1.1                                                                                             | 0.2                                                                                             | 0.0                                                                                             | 0.0                                                                                             | 0.0                                                                                             | 0.0                                                                                             | 0.0                                                                                             | 0.1                                                                                             | 0.7                                                                                             | 2.3                                                                                             | 9.3                                                                                             |
| Horas de sol                                                                                    | 64                                                                                              | 85                                                                                              | 135                                                                                             | 167                                                                                             | 186                                                                                             | 212                                                                                             | 235                                                                                             | 217                                                                                             | 160                                                                                             | 107                                                                                             | 65                                                                                              | 54                                                                                              | 1687                                                                                            |
| Humedad relativa (%)                                                                            | 81                                                                                              | 76                                                                                              | 69                                                                                              | 67                                                                                              | 71                                                                                              | 70                                                                                              | 68                                                                                              | 71                                                                                              | 77                                                                                              | 82                                                                                              | 83                                                                                              | 82                                                                                              | 75                                                                                              |
| Fuente n.º 1: MeteoSwiss                                                                        |                                                                                                 |                                                                                                 |                                                                                                 |                                                                                                 |                                                                                                 |                                                                                                 |                                                                                                 |                                                                                                 |                                                                                                 |                                                                                                 |                                                                                                 |                                                                                                 |                                                                                                 |
| Fuente n.º 2: KNMI                                                                              |                                                                                                 |                                                                                                 |                                                                                                 |                                                                                                 |                                                                                                 |                                                                                                 |                                                                                                 |                                                                                                 |                                                                                                 |                                                                                                 |                                                                                                 |                                                                                                 |                                                                                                 |

## Historia
La historia de Basilea se remonta al siglo VI a. C., cuando los celtas se asientan a orillas del Rin. El año 44 a. C., los romanos fundan el asentamiento de Augusta Raurica (hoy Kaiseraugst) a unos 10 km aguas arriba de Basilea y por esa época construyen también una fortificación sobre la colina donde se alza hoy la catedral. El nombre de Basilia se menciona por primera vez en un documento de 374. Al derrumbarse el Imperio romano de Occidente llegan en el año 450 los alamanes y en el siglo VI pasa a ser dominio de los francos. En 740 se convierte en sede episcopal. El año 1000 es reconocida como ciudad libre dentro del Sacro Imperio Romano Germánico y en 1501 se adhiere a la Confederación Helvética. 

Basilea, en un momento indeterminado entre 1893 y 1923, fotografía de Eduard Spelterini. En el recodo del Rin, el puente de Wettstein.

La posición de la ciudad en un recodo del Rin enfatizó su importancia: desde 1225 Basilea poseyó durante muchos siglos el único puente (Mittlere Brücke) de madera sobre el río «entre el lago de Constanza y el mar», que en 1903 se reconstruyó totalmente de piedra. En 1356, el terremoto más fuerte ocurrido desde entonces en la Europa Central causó extensos daños en la ciudad.
A instancias del emperador alemán Enrique II y su esposa Cunegunda comienza en 1019 la construcción en estilo gótico de la catedral de Basilea (Münster). El mencionado terremoto derribó las cuatro torres y el coro, pero solamente se reedificaron dos de ellas hasta 1500. Basilea llegó a ser el punto focal de la Cristiandad occidental durante el Concilio de Basilea en el siglo XV.
En 1529 Basilea adoptó la Reforma protestante. Tras la aparición de la imprenta, Basilea se convirtió en un centro editorial sin censura. Casiodoro de Reina o Reyna, un monje español convertido al protestantismo, se refugió en Basilea mientras terminaba la traducción al castellano de todos los libros que conforman la Biblia. Fue justamente en Basilea donde se imprimieron en 1569 los ejemplares de esta Biblia, primera completamente traducida al idioma castellano de las fuentes hebreas y griegas más antiguas disponibles, conocida como «Biblia del Oso», en referencia al dibujo de la portada (un oso comiendo miel de un panal de abejas), cuya interpretación es que la palabra de Dios es un verdadero alimento para el cristiano. Esta Biblia fue la que, después de algunas adaptaciones menores, se conoce hoy como la versión de la Biblia según Reina-Valera, muy apreciada por los cristianos evangélicos. De la misma se conservan en la Biblioteca de la Universidad de Basilea cinco ejemplares en muy buen estado, uno de ellos autografiado por Casiodoro de Reina, quien lo obsequiara en su momento a la Universidad de Basilea.
Desde la segunda mitad del siglo XVII hasta principios del siglo XIX, muchos matemáticos de la familia Bernoulli nacieron en Basilea, el propio Leonhard Euler se educó con los Bernoulli, llegando a ser un matemático aún más destacado que los Bernoulli.
En 1833 se produjo la división del cantón de Basilea en los dos semicantones Basilea-Campiña y Basilea-Ciudad, que perdura hasta la actualidad.

## Educación
Basilea hospeda la más antigua universidad de Suiza, la Universidad de Basilea, fundada en 1459 por el papa Pío II. Entre algunos de los profesores más famosos de la universidad se encuentran Erasmo de Róterdam, Paracelso, Daniel Bernoulli, Leonhard Euler, Friedrich Nietzsche, Karl Jaspers y Tadeus Reichstein. Recientemente, la universidad ha adquirido notoriedad en el desarrollo de medicinas tropicales. 
Basilea es famosa por sus múltiples sociedades científicas, como la Sociedad Entomológica de Basilea (Entomologische Gesellschaft Basel, EGB), que celebró su centenario en 2005.
Además, está la Academia de Música de la Ciudad de Basilea con la Escuela de Música, la Academia de Música (parte de la FHNW desde 2006) y la Schola Cantorum Basiliensis, así como el Centro de Educación de Adultos en Basilea.

## Cultura

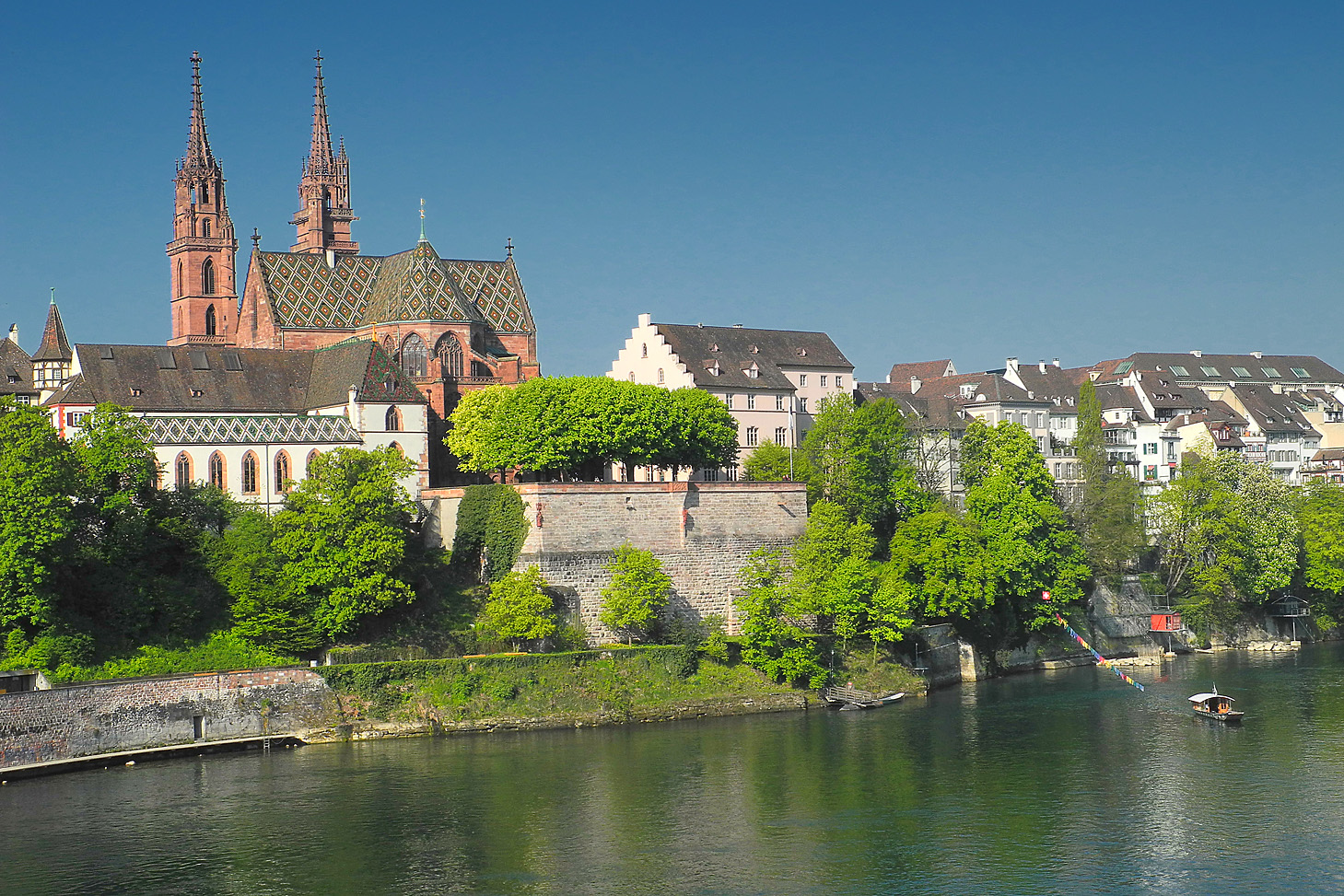
La catedral de Basilea, abajo el transbordador fluvial.

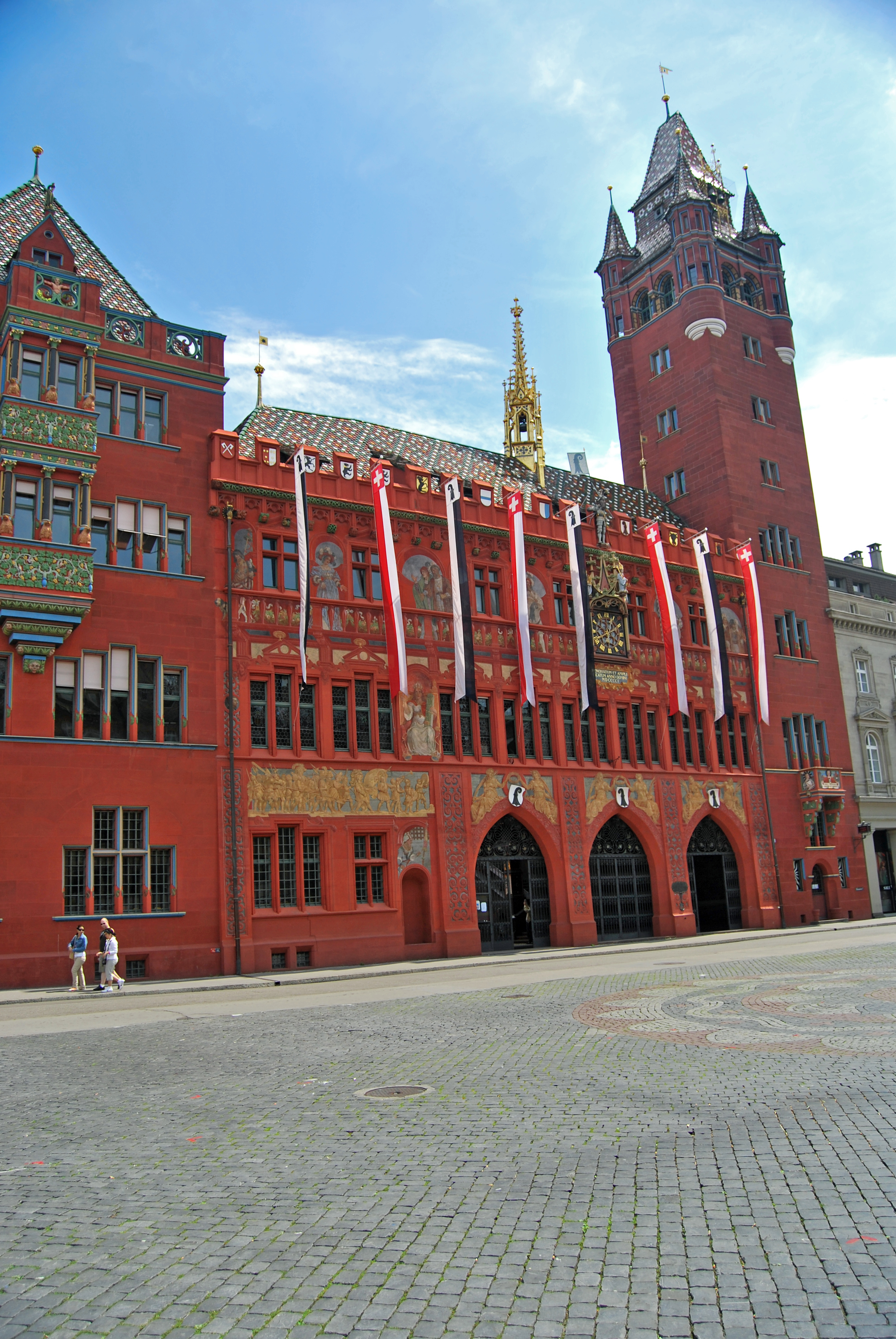
El Ayuntamiento de Basilea.

Basilea tiene la reputación de ser una de las ciudades culturales más importantes en Europa. En 1997 compitió para llegar a ser "Capital Europea de la Cultura". En mayo de 2007, se celebró el sexto EJCF festival de coros, tradición de Basilea que empezó en 1992 con el Coro de los Niños Cantores de Basilea como anfitrión. La ciudad es una gran capital musical: posee dos orquestas de fama internacional, como la Orquesta Sinfónica de Basilea (Sinfonieorchester Basel) y la Orquesta de Cámara de Basilea (Kammerorchester Basel), además de las orquestas barrocas La Cetra y Capriccio Basel, vinculadas ambas a la Schola Cantorum Basiliensis, centro de investigación y estudios de música antigua de prestigio mundial. La Ópera de Basilea (Theater Basel) fue elegida "mejor teatro de ópera del año 2009" por la revista alemana "Opernwelt" (Berlín).
En mayo de 2025, Basilea será la ciudad anfitriona del Festival de la Canción de Eurovisión, que celebrará su 69.ª edición en el recinto St. Jakobshalle. Las semifinales están programadas para los días 13 y 15 de mayo, y la gran final se llevará a cabo el 17 de mayo. Este evento marcará la tercera vez que Suiza acoge el certamen.
El carnaval de la ciudad de Basilea (Basler Fasnacht) es Patrimonio Cultural Inmaterial de la Humanidad de la UNESCO y el mayor evento cultural del año. El carnaval es el más importante de Suiza y atrae anualmente una gran multitud de espectadores desde toda Europa. 
Art Basel es una muestra internacional de arte moderno realizada cada año.
- Basler Zeitung y Tageswoche, periódicos locales.
- Tele Basel, canal de televisión local.
- Radio Basilisk y Radio Energy Basel, principales estaciones de radio de la ciudad.

### Museos
Los museos de Basilea cubren un amplio espectro de exposiciones, con el punto fuerte en las artes plásticas. Albergan una gran cantidad de fondos de relevancia internacional. Las aproximadamente tres docenas de edificios suponen una densidad de museos extraordinariamente elevada en comparación con otras ciudades de idéntico tamaño. Anualmente reciben más de un millón de visitantes.

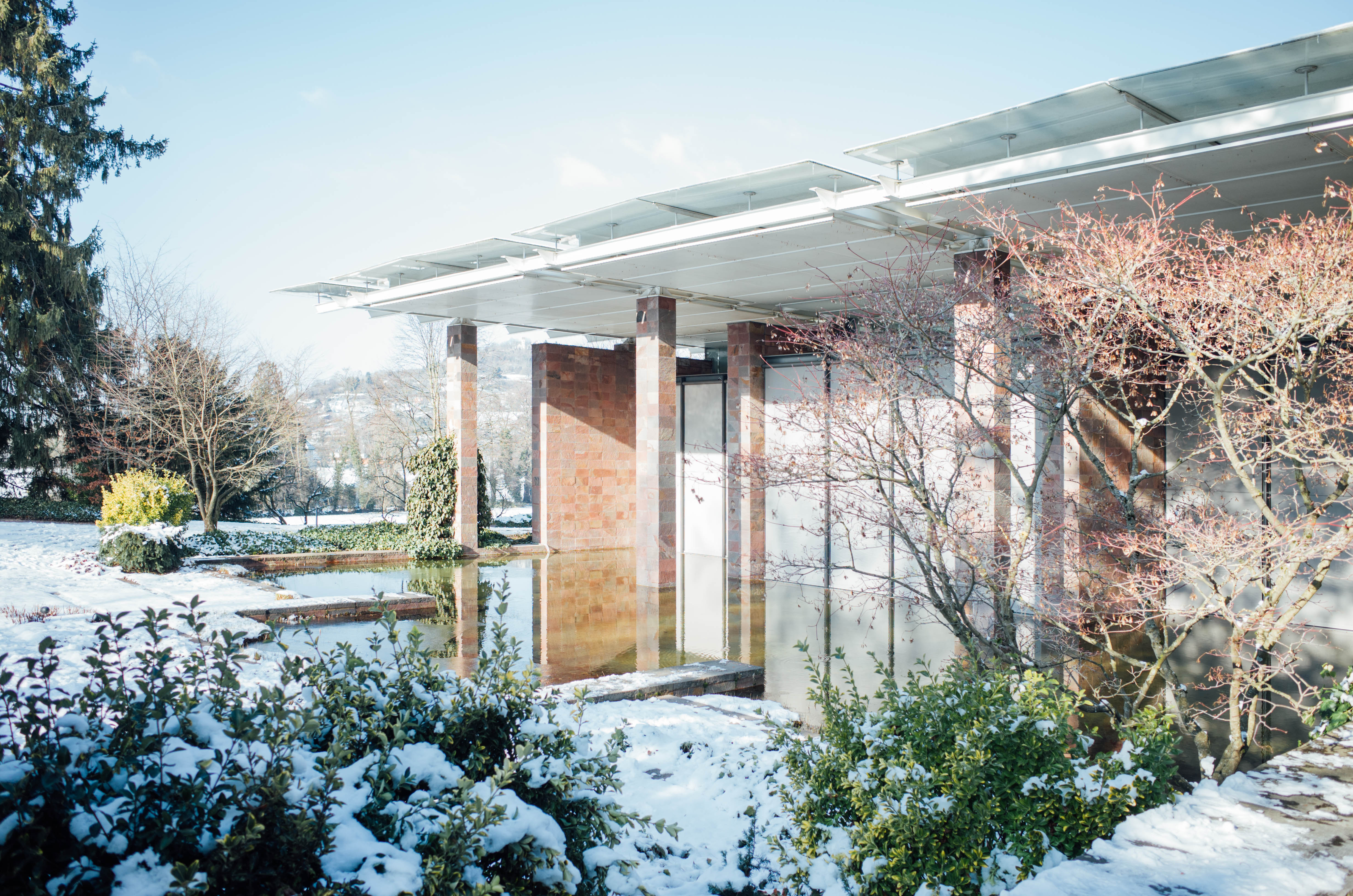
La Fundación Beyeler.

Los museos, componente esencial de la cultura y la política cultural de Basilea, se basan en la combinación de la actividad de colección, tanto privada como pública, con el fomento privado y público de la cultura, una fórmula que data del siglo XVI. La colección del Museo de Arte abierta al público se creó en 1661 y es la primera y más antigua colección existente de carácter civil. Desde finales de la década de 1980 se han abierto diversas colecciones privadas en edificios de nueva construcción, reconocidos por su arquitectura museística de vanguardia:
- Augusta Raurica
- Fundación Beyeler (en Riehen)
- Fundación Herzog, fotografías
- Kunsthalle Basel
- Molino y fábrica de papel de Basilea
- Museo de Arte Antiguo de Basilea y la Colección Ludwig
- Museo de Arte de Basilea (Kunstmuseum Basel)
- Museo de Arte Contemporáneo
- Museo de Casas de Muñecas
- Museo de Historia de Basilea
- Museo de Historia de la Farmacia
- Museo de Historia Natural de Basilea
- Museo de la Caricatura y del Cómic de Basilea
- Museo de la Música
- Museo de las Culturas de Basilea
- Museo Suizo de Arquitectura
- Museo Tinguely
- Schaulager
- Vitra Design Museum

## Arquitectura
La catedral de Basilea, conocida como Münster, de estilo románico y gótico con sus dos torres irregulares, constituye un monumento arquitectónico sobreviviente al terremoto medieval de 1356. En su interior se encuentra la tumba de Erasmo de Róterdam.
El pintoresco Rathaus (ayuntamiento), construido entre 1504 y 1514 en piedra arenisca de color rojo oscuro, domina la plaza del mercado (Marktplatz).
Basilea hospeda, entre otras, construcciones de arquitectos reconocidos, como la Fundación Beyeler de Renzo Piano, el complejo de vidrio prensado de Weil am Rhein constituido por tres edificaciones de Zaha Hadid; el centro de congresos de Tadao Ando, el museo Jean Tinguely y el Banco de Pagos Internacionales (BIZ) de Mario Botta, así como diversas construcciones de Herzog & de Meuron, entre las que figura el estadio de fútbol de St. Jakob.

## Economía

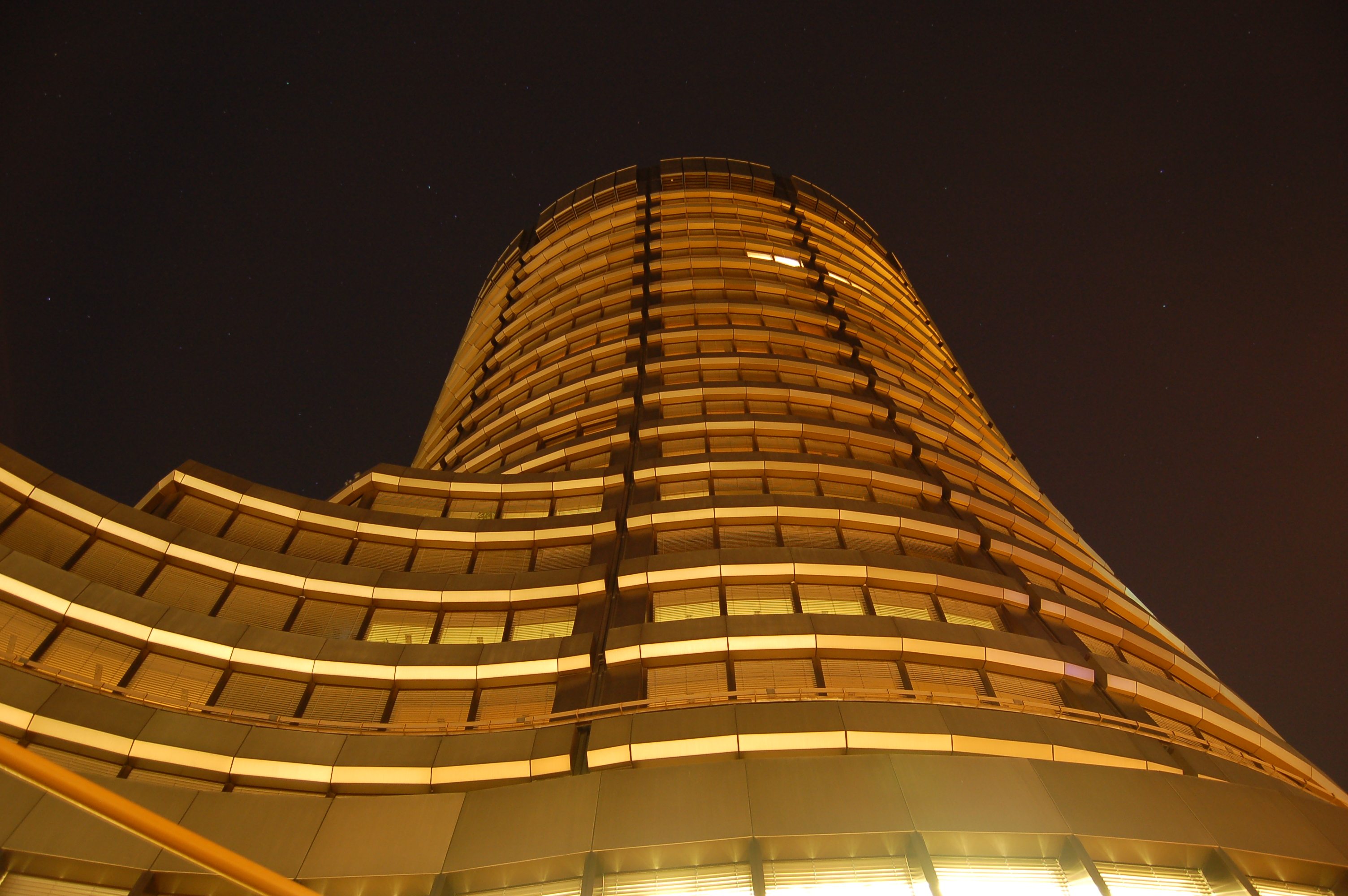
Sede del BIS.

Debido a su ubicación geográfica central en la Europa occidental y la Europa central, respectivamente, tiene una importancia comercial particularmente importante y privilegiada. La zona económica de las tres fronteras comprende aproximadamente 1.3 millones de habitantes y 650 000 trabajadores. 
Basilea funciona como un centro industrial principal para la industria química y farmacéutica, con numerosas compañías pequeñas, medianas y grandes, entre las que se destacan las grandes corporaciones suizas Novartis, Hoffmann-La Roche, el Grupo Syngenta y Clariant. La agrupación de estas empresas en una superficie geográfica relativamente pequeña conforma un polo biotecnológico que se conoce por el nombre de "Biovalley", y que se extiende también a Francia y Alemania. 

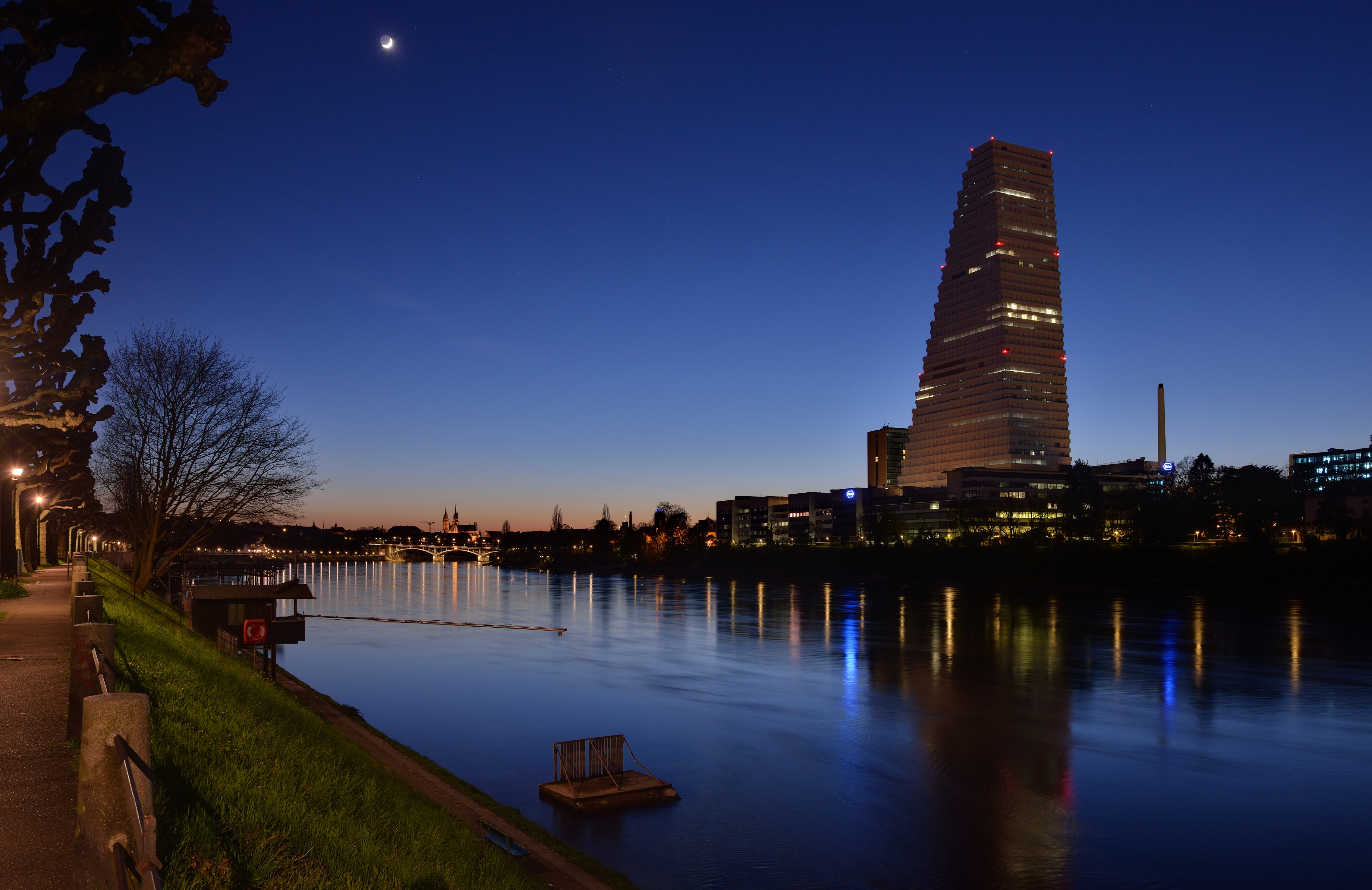
.

El banco UBS AG tiene su sede central en Basilea, dando a las finanzas un rol destacado en la economía local. El sector bancario comenzó a adquirir importancia a partir de la apertura de la sede del Banco de Pagos Internacionales en 1930. La innovante industria financiera de Basilea comprende instituciones como el Comité de Basilea, responsable del cumplimiento de los Acuerdos de Basilea. 
La ciudad cuenta con el edificio habitado más alto de Suiza, la Torre Roche 2 con 205 m de altura que supera en 27 m al segundo edificio habitado más alto de Suiza, la Torre Roche 1, que mide 178 m de altura y también está en Basilea. Asimismo alberga la construcción no habitada más alta de Suiza, la antena de televisión St. Chrischona, con una altura de 250 m. 
En Basilea se celebran varias ferias a lo largo del año, siendo el Baselworld, la feria de relojería más relevante del mundo, y la Art Basel, la muestra internacional de arte moderno más importante del mundo. 

### Empresas
- Actelion, multinacional farmacéutica y biotecnológica
- Bâloise, empresa aseguradora
- Bank Sarasin, banco
- UBS AG, banco
- Bell, empresa alimenticia
- Hoffmann-La Roche, multinacional farmacéutica
- Camlog, empresa líder en fabricación de implantes dentales
- Clariant, multinacional farmacéutica
- Coop, cadena de supermercados
- Davidoff, multinacional del tabaco
- Endress+Hauser, empresa líder en automatización industrial
- Seguros Helvetia
- Jet Aviation, aeronáutica
- Lonza Gruop, multinacional química-farmacéutica
- Manor, cadena de supermercados
- MCH Group, empresa gerente del mayor centro de convenciones y ferias de Suiza, operadora entre otras de la mundialmente conocida Art Basel
- Novartis, multinacional farmacéutica
- Seguros National
- Panalpina, empresa de transportes
- Seguros Pax
- Swiss International Air Lines, principal aerolínea suiza
- SBB Cargo, transporte ferroviario
- Straumann, empresa líder en fabricación de implantes dentales
- Grupo Syngenta, multinacional de biotecnología y química
- Tally Weijl, moda
- Transgourmet Holding, empresa mayorista
- MDPI: Editorial Open Access
- WIR Bank, sistema monetario independiente

## Deportes
Basilea tiene en Suiza una reputación de ciudad deportiva. El equipo FC Basel ha sido uno de los mejores del campeonato suizo de fútbol en las últimas décadas. En el estadio del FC Basel, el St. Jakob Park, se celebraron tanto la ceremonia de apertura de la Eurocopa 2008 como tres partidos de la primera ronda, dos de cuartos de final y uno de semifinal. 
El equipo profesional de baloncesto de Basilea, los Starwings, es el único equipo de la Suiza alemana que participa en la Liga de primera división suiza LNBA. En 2010 se coronó campeón de la Copa de Suiza al vencer en la final por 91-83 al SAV Vacallo, del cantón de Ticino, que era favorito.
El equipo profesional femenino de voleibol, el Sm’Aesch, es uno de los mejores equipos a nivel nacional. En la temporada 2020-2021 se ha clasificado 2° después de haber ya casi ganado la Liga, porque a razón de unos casos confirmados de COVID-19 se les ha prohibido disputar la final en la que figuraban como altamente favoritos.
El mayor evento indoor de tenis del país se celebra en Basilea cada mes de octubre: el Davidoff Swiss Indoors reúne a los mejores tenistas del ATP. Cabe destacar, en este deporte, que Basilea es la ciudad natal del, considerado por muchos, mejor tenista de todos los tiempos, Roger Federer, multicampeón y animador privilegiado del circuito.
La Asociación Internacional de Balonmano tiene su sede en Basilea. 
La UEFA fue fundada el 15 de junio de 1954 en esta ciudad.
El campeonato europeo de skateboard (European Skateboard Championships) también tiene lugar anualmente en Basilea.
El equipo de Hockey sobre hielo de Basilea es el EHC Basel, que juega en la segunda categoría suiza y juega en la pista "St. Jakob-Arena" con capacidad para 6612 espectadores.
Los "Flyers" de la cercana Therwil es el equipo de Baseball de primera división de mayor éxito en Suiza con 13 títulos.

## Comunicaciones

### Terrestres
En Basilea empalman la autopista A2 / A3 procedente de Lucerna/Zúrich con la autopista alemana A5 en dirección a Karlsruhe y Fráncfort del Meno, así como con la francesa A35 hacia Mulhouse y Estrasburgo. Las dos partes de la ciudad, llamadas Basilea Mayor y Basilea Menor, están unidas por cinco puentes urbanos y uno ferroviario que cruzan el Rin.

### Ferroviarias

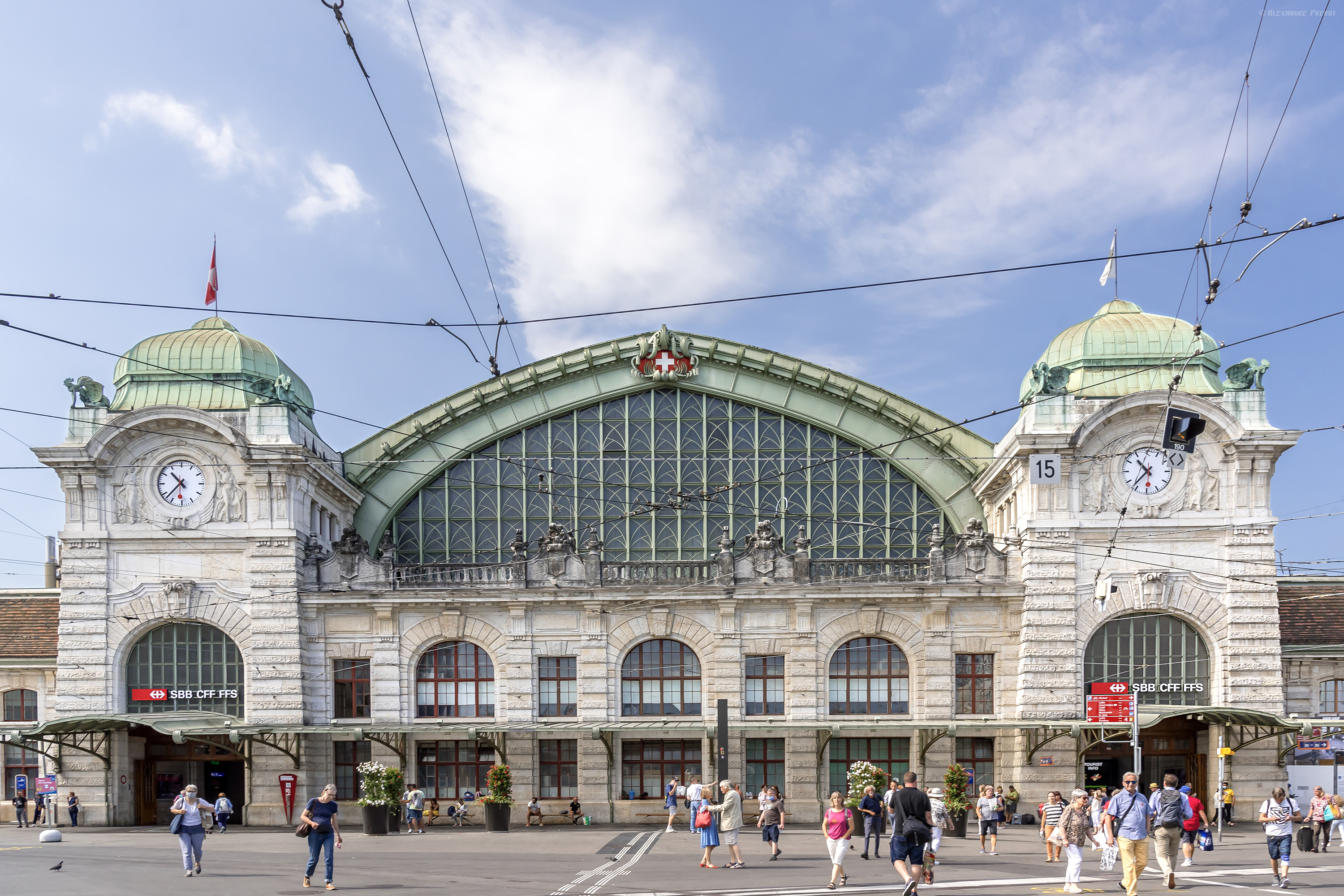
Estación ferroviaria en Basilea de los SBB.

Basilea dispone de tres estaciones de ferrocarril. La estación Basel SBB (SBB-CFF-FFS) para las líneas nacionales hacia Zúrich, Berna/Lucerna y Delémont, así como las líneas internacionales hacia Alemania e Italia. En el mismo edificio se encuentra la estación Basel SNCF para las líneas hacia Mulhouse/París y Bruselas. La Estación Alemana (Badischer Bahnhof de la Deutsche Bahn AG) se halla en la zona norte de la ciudad y en ella hacen parada todos los trenes que van y vienen de y hacia Alemania, así como los que circulan por el lado alemán hacia Waldshut y Constanza.

### Aéreas
El Aeropuerto Internacional de Basilea-Mulhouse, inaugurado en 1953, es el único aeropuerto binacional del mundo. Se llama actualmente Euroairport, pues comparte sus instalaciones y servicios entre Suiza y Francia, sirviendo marginalmente también Alemania desde 1993. El aeropuerto se halla en un exclave en territorio francés y una carretera extraterritorial lo enlaza con la ciudad. El terminal del aeropuerto está dividido en dos zonas nacionales, suiza y francesa, respectivamente. En 2019, el aeropuerto cruzó la barrera de los 9 millones de pasajeros (9.090.312) que viajaron a través de él.

### Fluviales

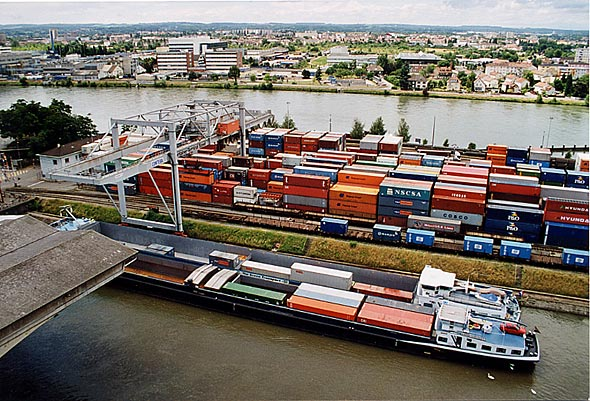
Puerto fluvial de Basilea.

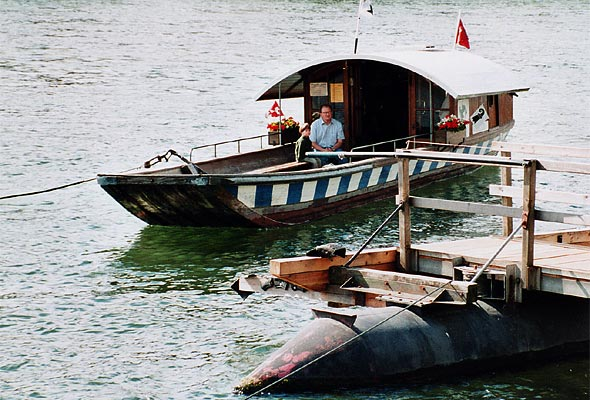
Transbordador de cable para pasajeros en Basilea.

Basilea cuenta con dos puertos fluviales. Desde la Edad Media ha sido una plaza importante para el intercambio de mercancías entre el Mediterráneo y el Mar del Norte. La distancia entre Basilea y Róterdam (Países Bajos) por el Rin se eleva a 832 km, que las embarcaciones actuales cubren en tres a cuatro días en dirección al mar, en tanto que tardan una semana remontando el río. Alrededor del 15% de las exportaciones suizas se realizan a través de los dos puertos renanos. Entre Basilea y Estrasburgo existe un canal paralelo al Rin que se construyó en el siglo XIX para evitar los reciales de Istein. De acuerdo con el Tratado de 1868, el tramo entre el mar y el puente de Basilea es considerado como aguas internacionales.